# Королівська військова поліція Нідерландів
Королівська військова поліція Нідерландів (нід. Koninklijke Marechaussee, KMar) — один з чотирьох видів збройних сил Нідерландів, що поєднує функції військової та цивільної поліції.

## Історія
Corps de Maréchaussée був створений 26 жовтня 1814 року королем Віллемом I. У той час, жандармерія була частиною армії. Жандармам було доручено підтримання громадського порядку, дотримання правопорядку та охорону головних доріг. Також до їх обов'язків входило виконання поліційних функцій у армії. Таким чином, жандармерія була частиною національної поліції (rijkspolitie).
Жандармерія була єдиним підрозділом охорони правопорядку у багатьох невеликих населених пунктах, таких як Венло та особливо в південних провінціях Лімбург і Північний Брабант.
У 1908 році, королева Вільгельміна доручила жандармерії охорону королівських палаців, що до цього часу виконувалась садівниками.
5 липня 1940 року, німецький окупаційний уряд об'єднав жандармерію з цивільною поліцією. Це означало, що жандармерія втратила свій військовий статус і додаток «Королівський». Ці зміни не стосуються жандармерії за межами окупованої голландської території. Близько 200 жандармів охороняли королівську сім'ю та голландський уряд у вигнанні, і виконували обов'язки військової поліції у Нідерландській Королівській мотопіхотній бригаді принцеси Ірени, сформованої в Сполученому Королівстві, що складалася з голландців.
Після Другої світової війни, жандармерія була розділена на Національний корпус поліції і Королівську жандармерію, яка відновила свій військовий статус. Основними завданнями для Королівської жандармерії відтоді стали охорона кордонів, обов'язки військової поліції та охоронні функції.
3 липня 1956 року, принцеса Беатрікс стала покровителькою королівської військової поліції Нідерландів.
У 1998 році жандармерія стала окремою службою в збройних силах Нідерландів.
У 2014 році команда з 40 голландських військових поліціянтів вирушила до України, щоб допомогти в розслідуванні збиття Малайзійського лайнера MH17. Вони забезпечували безпеку міжнародної групи спеціалістів і допомагали в зборі доказів на місці аварії.

## Сучасний стан
На сьогодні, королівська військова поліція Нідерландів це поліційна організація з військовим статусом, що знаходиться під юрисдикцією Міністерства оборони, але в основному працює в інтересах Міністерства юстиції і Міністерства внутрішніх справ та у справах Королівства.
Королівська військова поліція Нідерландів виконує такі обов'язки:
- допомога силам поліції
- боротьба з нелегальною імміграцією
- боротьба з міжнародною злочинністю
- охорона державного кордону
- охоронна королівських палаців і будинку прем'єр-міністра
- функції військової поліції для голландських збройних сил
- боротьба з масовими заворушеннями
- охорона та виконання поліційних функцій у всіх цивільних аеропортів, зокрема у аеропорті Схіпгол
- особиста охорона VIP персон, у тому числі королівської сім'ї і високопоставлених чиновників
- Special Protection Assignments Brigade (BSB), поліційний загін спецпризначення
- KMOO, Військова служба поліції

## Емблема
Емблемою Королівської Військової поліції Нідерландів, як і в багатьох інших сил жандармерії є палаюча граната (гренада). У 17 столітті, нова зброя з'явилася в Європі: граната. Солдати, які використовували гранати отримали назву гренадери. Вони стали елітними військами у всіх європейських арміях. У Франції, граната стала символом жандармерії, і тому цей символ було запозичено для позначення подібних формувань в інших країнах Європи.

## Галерея

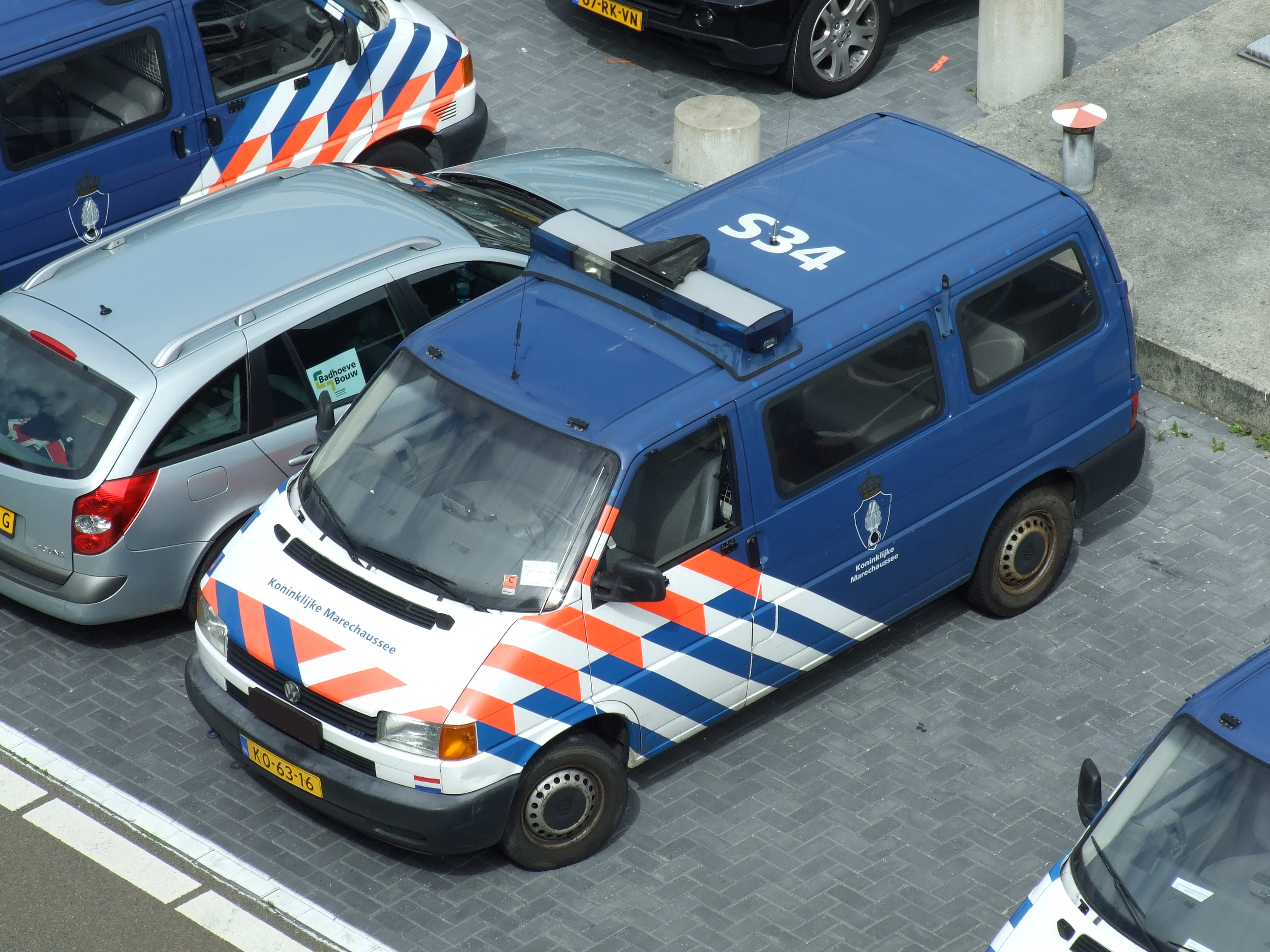
Мікроавтобус жандармерії
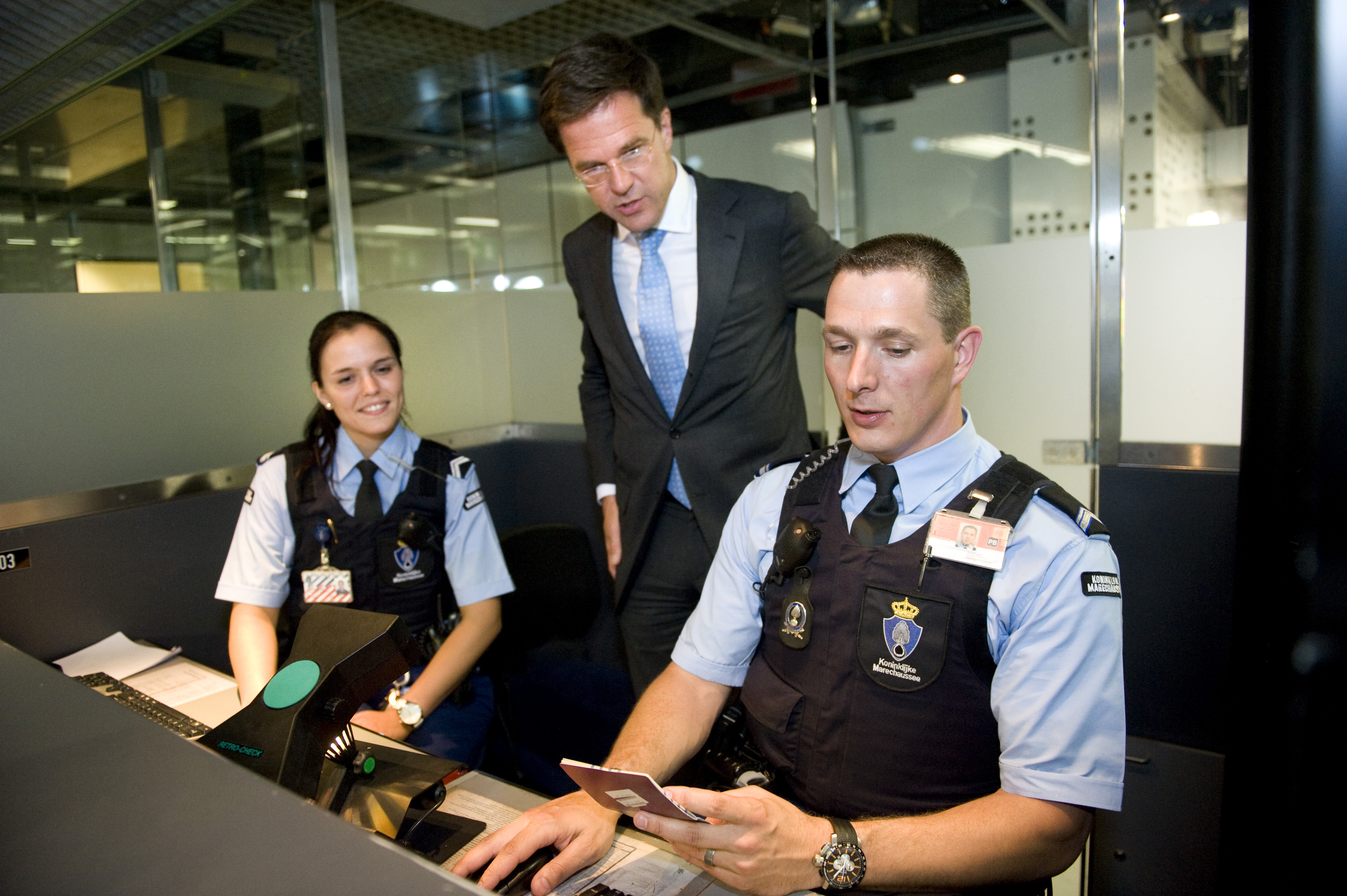
Прем'єр-міністр Марк Рютте (у центрі) спілкується з поліціянтами в аеропорту Схіпгол
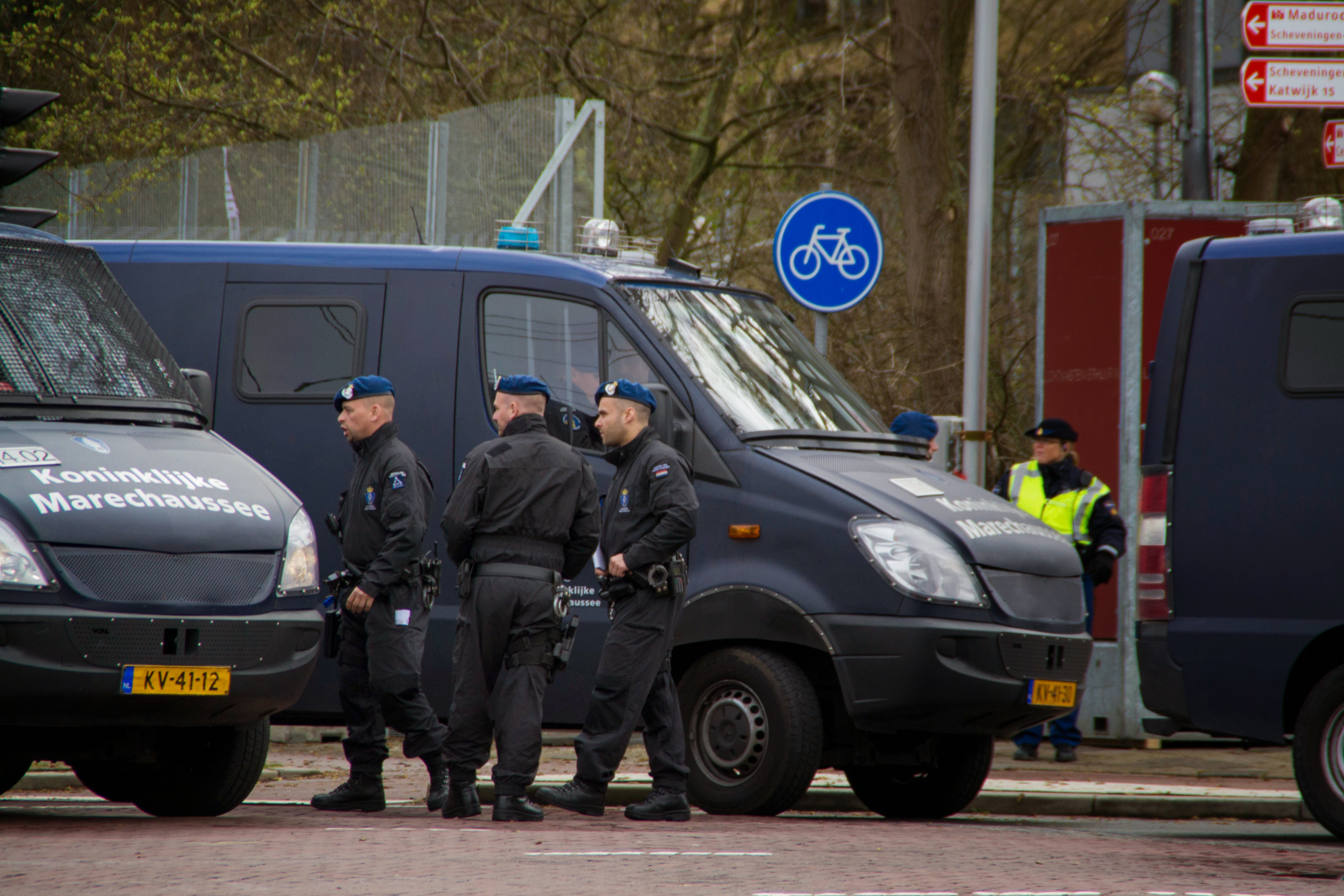
Поліціянти на саміті по ядерній безпеці 2014 року
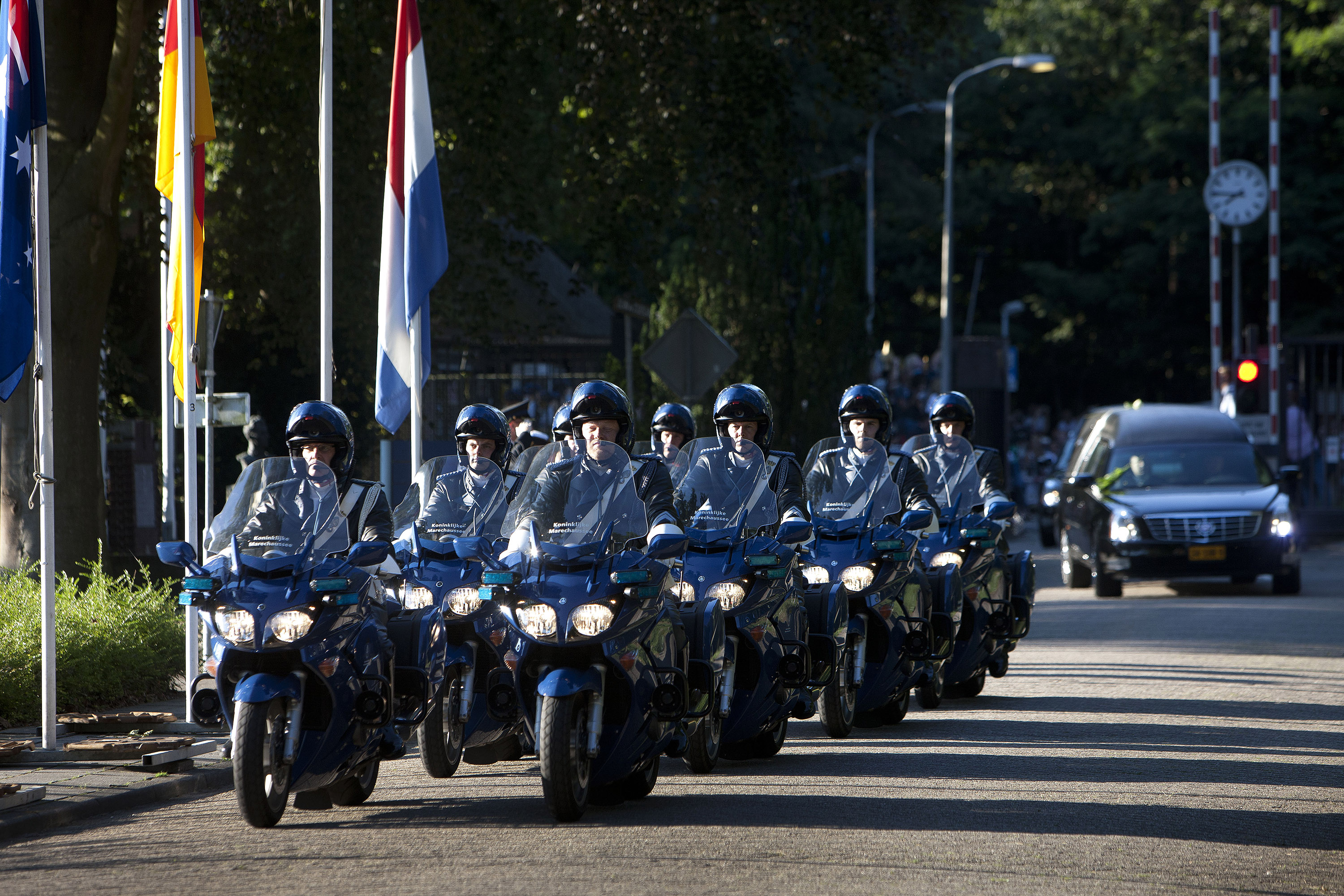
Поліційний ескорт супроводжує тіла жертв лайнера MH17
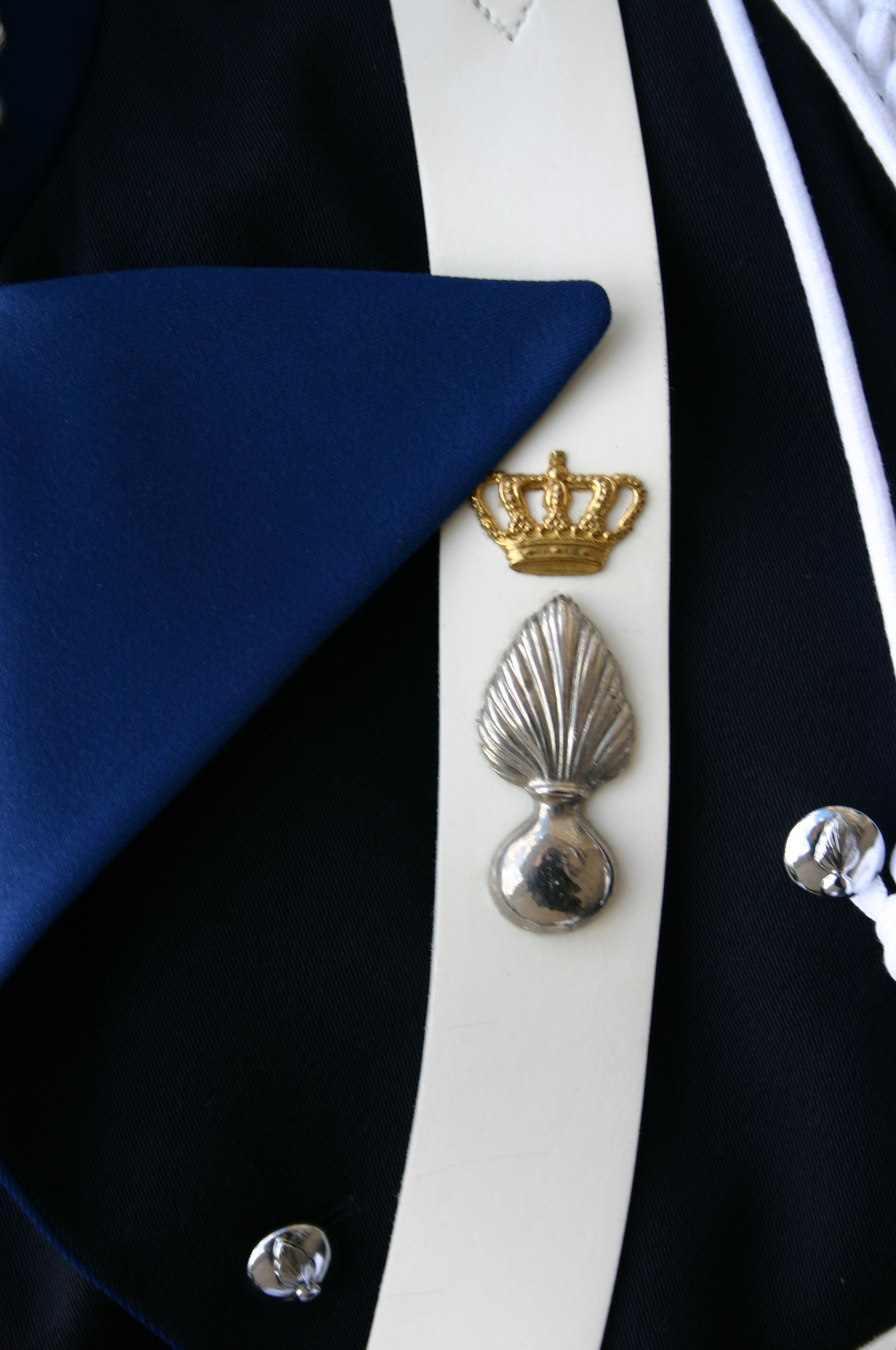
Гренада